# Diocesi di Erra
La diocesi di Erra (in latino Dioecesis Errensis) è una sede soppressa del patriarcato di Antiochia e una sede titolare della Chiesa cattolica.

## Storia
Erra, identificabile con Al-Sanamayn nel governatorato di Dar'a in Siria, è un'antica sede episcopale della provincia romana d'Arabia nella diocesi civile d'Oriente. Faceva parte del patriarcato di Antiochia ed era suffraganea dell'arcidiocesi di Bosra, come attestato da una Notitia episcopatuum del VI secolo. Siméon Vailhé identifica Erra con la Gerapoli d'Arabia, menzionata da Ierocle nel suo Synecdemus.
Sono tre i vescovi attribuiti a questa antica diocesi. Sopatro di Beretana, termine corrotto per Erra di Batanea, prese parte al concilio di Nicea del 325. Giovanni fu rappresentato al concilio di Calcedonia del 451 dal suo metropolita Costantino. Un'epigrafe scoperta in una chiesa di Al-Sanamayn ha restituito il nome del vescovo Blarios: durante il suo episcopato fu costruito un martyrion.
Dal 1933 Erra è annoverata tra le sedi vescovili titolari della Chiesa cattolica; la sede finora non è mai stata assegnata.

## Cronotassi dei vescovi
- Sopatro † (menzionato nel 325)
- Giovanni † (menzionato nel 451)
- Blarios † (tra V e VI secolo)